# Canon EF 200-400mm-objectief
De Canon EF 200-400mm is een telezoom-objectief gemaakt door de Japanse fabrikant Canon. Met zijn EF-lensvatting is deze geschikt voor de EOS-lijn. Het is het eerste Canon-objectief voorzien van een ingebouwde 1,4x-extender, te activeren met een mechanische schakelaar.